# Carl Ullner
Carl Ullner, född den 14 februari 1739 i Åbo, död den 14 mars 1801 i Stockholm, var en svensk riksdagsman och ledamot av Högsta domstolen

## Biografi
Ullner var  auskultant i Åbo hovrätt 1758-12-18; extra kanslist 7 november; vice notarie 1761-10-26; vice häradshövding 1765; ordinarie kanslist 1770-02-19; extra advokatfiskal 6 juli samma år; ordinarie notarie 26 april; justitieborgmästare i Åbo 1772-11-22; Åbos fullmäktige vid bankorevisionen 1785 och samma stads fullmäktig vid riksdagen 1789; borgarståndets ledamot av sekreta utskottet vid 1789 års riksdag; lagmans nåd heder och värdighet 1789-04-06; ledamot av kungens högsta domstol 15 maj samma år; avsked därifrån 1793-05-01; politieborgmästare i Stockholm 1791-08-25; ledamot i kungliga tulldirektionen 1792-05-29; justitieborgmästare 19 oktober samma år; revisor 27 juli 1796; fullmäktig i riksgäldskontoret 27 april 1799 - 1800; fullmäktig i Riksbanken 1800; RNO 1 november 1797; fullmäktig för Stockholm samt talman i borgarståndet vid riksdagen i Norrköping 1800.